# Карабинов, Иван Алексеевич
Иван Алексеевич Карабинов (15 [27] октября 1878, Владимирская губерния — 30 августа 1937, Тобольск) — русский литургист, профессор Санкт-Петербургской духовной академии.

## Биография
Родился 15 (27) октября 1878 года в селе Фёдоровское Никульской волости Юрьевского уезда Владимирской губернии в семье протоиерея.
Окончил Суздальское духовное училище (1893), Владимирскую духовную семинарию (1899), Санкт-Петербургский археологический институт и Санкт-Петербургскую духовную академию со степенью кандидата богословия (1903).
Как профессорский стипендиат был командирован для научных занятий в Русский археологический институт в Константинополе, заведовал школой подготовки послушников для Афона. В 1904 году посетил святые места (Иерусалим, Голгофа, Синай, Вифлеем), был в Афинах и на Афоне, где изучал архивные документы.
С 1905 году — на кафедре церковной археологии и литургики Санкт-Петербургской духовной академии: с 1905 года — преподаватель истории культов, с августа 1910 года доцент; с февраля 1911 года экстраординарный профессор. Возглавлял кафедру до закрытия академии в 1918 году. С 1907 года — член Императорского православного палестинского общества и Комиссии по исправлению богослужебных книг. Статский советник.
В 1917 году состоял членом Предсоборного совета (эксперт), работал во II и VI отделах. Член Поместного собора Православной российской церкви, секретарь II и член I, VII отделов
С сентября 1919 года был сотрудником 2-го отделения IV секции Единого государственного архивного фонда и Академии истории материальной культуры, член правления Общества православных приходов Петрограда. С 1920 года заведовал кафедрой литургики, с 1921 года — секретарь Совета Петроградского богословского института.
Был арестован 29 мая 1922 года по обвинению в противодействии изъятию церковных ценностей — один из главных обвиняемых на Петроградском процессе% 5 июля был оправдан за «недоказанностью преступления» и освобождён.
Служил псаломщиком в Александро-Невской лавре, а после её захвата обновленцами — в храме бывшего Стрелкового полка. С 1925 года работал в архивах частных предприятий.
В 1930 году на 2 месяца заключён в тюрьму.
С 1931 года был заведующим архивом Балтийского судостроительного завода.
Арестован 22 декабря 1933 года; проходил по делу «евлогиевцев» вместе с епископами Рыбинским Сергием (Зенкевичем) и Кирилловским Валерианом (Рудичем) и большой группой клириков и мирян. Вменялось в вину «активное участие в к/р  церковно-монархической организации, ставящей своей целью свержение Советской власти и реставрацию монархии», обвинения отверг, указав, что «не считает выступление Патриарха Тихона (анафематствование 1918 г.) правильным в целом». Был приговорён 3 марта 1934 года Особой тройкой при Полномочном представительстве ОГПУ в Ленинградском военном округе к 5 годам исправительно-трудовых лагерей; 25 февраля 1934 года приговор заменён высылкой на тот же срок в Западную Сибирь — в Тобольск.
С 1934 года работал архивариусом в Тобольском управлении ВЦСПС.
26 апреля 1937 года арестован как «руководитель к/р повстанческой организации церковников», виновным себя не признал. Тройкой УНКВД по Омской области 23 августа 1937 года приговорён к высшей мере наказания. Расстрелян в Тобольске 30 августа 1937 года.

## Сочинения
- Евхаристическая молитва (Анафора): Опыт ист.-литург. анализа. — СПб.: тип. В. Киршбаума (отд-ние), 1908. — [4], 162 с.
- Постная Триодь: Исторический обзор ея плана, состава, редакций и славянских переводов. — СПб.: тип. В. Д. Смирнова, 1910. — X, 294 с. (М., 2004)
- К истории исправления Постной Триоди при патриархе Никоне// Христианское чтение. — 1911. — № 5/6.
- К истории Иерусалимского Устава // Христианское чтение. — 1912. — № 3.
- Протоиерей К. С. Кекелидзе Иерусалимский канонарь VII века (грузинская версия) // Христианское чтение. — 1912. — № 5.
- Климент, епископ Римский и Климентова литургия // Православная богословская энциклопедия. Т. 11. — Стлб. 98—100.
- Святая Чаша на Литургии Преждеосвященных Даров // Христианское чтение. — 1915. — № 6-8 (Пг.: тип. М. Меркушева, 1915. — 28 с.).
- Студийский типик в связи с вопросом о реформе нашего богослужебного устава: Речь на годич. акте Имп. Петрогр. духов. акад. 8 марта 1915 г. / Проф. И. А. Карабинов. — Петроград: тип. М. Меркушева, 1915. — 12 с.
- Отзыв о труде протоиерея М. Лисицына: «Первоначальный славяно-русский типикон. Историко-археологическое исследование. С приложением 45 фототипических снимков. СПб., 1911», сост. проф. И. А. Карабиновым. — Петроград: тип. Имп. Акад. наук, 1916. — С. 312—368.
- О происхождении и истории богослужебного устава. Правило о поклонах. О евхаристическом хлебе и вине // «Богословские труды». — № 34. — 1998. — С. 290—297, 324—329, 338—344.
- «Наместная» икона древнего Киево-Печерского монастыря // Сообщения Гос. академии истории материальной культуры. 1927. Т. 5.
- Полузабытый опыт реставрации древне-русских икон // Сообщения Гос. академии истории материальной культуры. — 1929. — Вып. 2.
- Тураев как литургист: Слово, произ. 31 авг. 1920 г. в сороковой день по кончине Б. А. Тураева // Христианский Восток. — 2001. — Т. 2(8) — С. 376—385.